# مندوب مبيعات (فلم)
مندوب مبيعات هو فيلمٌ مصريٌ أُنتج عام 2023. وهو ثالث فيلم يخرجه المخرج حامد صالح.

## قصة الفيلم
يسافر كلٌ من بيومي وسيد بعد مشاكل زوجية، وينتحلا صفة مندوبي مبيعات ويعملان لدى شركة سعيد. يسعى سعيد للارتباط بفريدة، وهي صاحبة شركة أخرى، لكن بيومي وسيد يُعقِّدان مهمة سعيد للارتباط بفريدة!

## إنتاج الفيلم
يلعب بطولة الفيلم كلٌ من بيومي فؤاد وأحمد فتحي وأيتن عامر، وإسلام إبراهيم، ووائل العوني، وهبة عبد العزيز، وأيمن قنديل ويسرا المسعودي، وإيمان يوسف، ولمياء كرم.
بدأ عرض الفيلم في مصر في 30 أغسطس 2023، وكان قد بدأ عرضه في دول الخليج يوم 17 أغسطس، وحقق نجاحاً كبيراً هناك. وقد أنتجته شركتي هوا دجلة، وروتانا ستوديوز، وصور في إمارة دبي على ثلاث مراحل.
لكن الفيلم رُفع من دور العرض في مصر بعد عشرة أيام من عرضه بسبب عدم تحقيقه إيرادات كبيرة.